# The Roches
The Roches est un trio vocal folk originaire de Park Ridge dans l'État du New Jersey, actif entre 1979 et 2007. Il est composé de Margaret, Terre et Suzzy Roche, auteures-compositrices-interprètes américano-irlandaises.

## Biographie
Dès l'enfance, les sœurs Roche sont encouragées par leur père d'origine irlandaise, John A. Roche à participer à la chorale de l'église catholique locale.
Maggie et Terre commencent à se produire professionnellement en duo à la fin des années 1960, dans le but  de récolter des fonds pour la campagne électorale du Parti démocrate dans le New Jersey.
Elles quittent leurs études pour se lancer dans la musique, et travaillent comme serveuse et secrétaire pour financer leur indépendance comme le résume la chanson Runs in the Family composée par Maggie sur l'album The Roches. Suzzy Roche, la cadette rejoint la fratrie sur scène en 1976 pour former The Roches.
The Roches se caractérisent par l’harmonisation de leurs voix. Margaret est contralto alors que Terre est soprano, tandis que Suzzy se situe en milieu de gamme.
David Roche, frère du trio est également musicien. The Roches l'accompagne sur les albums Here Is Is en 1992 et Harp Trouble in Heaven en 2008.
Margaret Roche est décédée d'un cancer du sein, le 22 janvier 2017.

## Carrière professionnelle

### Les débuts
En 1970, Maggie et Terre Roche assistent à un séminaire de composition musicale donné par le musicien américain Paul Simon à l’université de New York. Elles le recontactent deux années plus tard pour lui présenter leurs compositions. Impressionné par la qualité de leur travail, il les invite à faire les chœurs sur l’album There Goes Rhymin' Simon en 1972 puis les présente à son avocat afin de négocier un premier album chez Columbia Records. Seductive Reasoning, premier projet du duo est édité en 1975, mais ne rencontre pas son public.
Maggie et Terre se produisent pour la première fois sur scène avec ces titres, lors d'un festival destiné aux femmes à Champaign dans l'Illinois en 1976. Déçues par l’accueil réservé à l’album, elles s’isolent plusieurs mois dans un temple dédié au Kung fu à Hammond en Louisianne.

### The Roches: 1979 - 2007
En 1976, Suzzy Roche diplômée d'un Bachelor of Fine Arts, diplôme universitaire nord-américain dans le domaine des arts et de l'audiovisuel, quitte l'université de New York, et emménage à Greenwich Village pour former avec ses sœurs le trio vocal The Roches. À l’approche des fêtes de fin d’année, elles harmonisent ensemble un répertoire de chants de Noël et se produisent dans les rues et le métro new-yorkais.
The Roches sont invitées à jouer dans les clubs de New-York tel Kenny’s Castaways et Folk City où elles sont repérées par Warner Bros Records. À leurs propres compositions, le trio mêle une version remarquée du chœur Hallelujah du Messiah composé par Handel ainsi que des reprises de Bob Dylan et Loudon Wainwright III, non sans une dose d'humour. À la suite d'une représentation, Robert Fripp, membre du groupe de rock progressif King Crimson décide de produire The Roches, premier album du trio en 1979. Puis Terre Roche participe au premier album solo de Fripp, Exposure, elle crie sur la pièce-titre et chante sur Mary et I May Not Have Had Enough of Me but I've Had Enough of You. Ils collaboreront de nouveau sur l'album Keep On Doing des Roches en 1982.
Entre révélations parfois intimes et vers caustiques, les chansons du trio s'attache principalement a relater la vie de la femme, des premiers frémissements de l’indépendance (Hammond Song), des relations amoureuses (The Married Men) au déracinement personnel (Can We Go Home Now). Leurs productions ont marqué la musique folk des années 1970, en pleine ascension des mouvements féministes aux États-Unis.
Le titre The Married Men reste à ce jour la chanson la plus célèbre du groupe bien que le mérite fut dans un premier temps attribué à la musicienne Phoebe Snow qui enregistra une nouvelle version du texte de Maggie Roche. Invitée sur le plateau du Saturday Night Live, Phoebe Snow interprète The Married Men en duo avec la chanteuse américaine Linda Ronstadt. Quelques mois plus tard, The Roches sont invitées à se produire à leur tour dans le cadre de l’émission à la demande de Paul Simon. Elles y performent Bobby's Song et The Hallelujah Chorus.
En 1980, elles changent de direction musicale en ajoutant davantage de rythmiques rock à leurs compositions. The Roches s’entourent du bassiste de Television, Fred Smith ainsi que de Jay Dee Daugherty, batteur du Patti Smith Group pour la réalisation de Nurds. Les musiciennes retournent à leurs racines avec We Three Kings en 1990, un répertoire essentiellement composés de chants de Noël. À la suite du succès de l'album Another World, elles quittent définitivement Warner Bros Records en 1985.
En 1995, endeuillées par la disparition de leur père, elles enregistrent l'album Can We Go Home Now, ponctué par les chœurs de leur frère David Roche avant de se séparer une première fois.
Le groupe accompagné de David Roche entame une courte mais remarquée tournée en 2005. Après 12 années de séparation, The Roches se reforment pour un album final, intitulé Moonswept chez 429 Records.
Les sœurs Roche ont enregistré 13 albums entre 1979 et 2007.

### Maggie et Terre Roche
Presque 30 ans après leurs débuts et la réalisation de l'album Seductive Reasoning chez Columbia Records, Terre et Maggie Roche se retrouvent en 2004 sur I Gave My Love a Kerry. Le disque édité chez Earth Rock Wreckerds, réunit une série de compositions en soutien à la candidature du démocrate John Kerry, en vue de l'élection présidentielle américaine de 2004.

### Maggie et Suzzy Roche
Malgré la séparation du trio, les sœurs Roche continuent d'enregistrer des albums en commun. En 2002, Maggie et Suzzy Roche élaborent à partir de textes recueillis par la communauté de l'Institut Anna Deavere Smith, le projet musical de prières Zero Church à l’Institut des arts et du dialogue civique de l’université de Havard à Cambridge. Un second album en commun Why The Long Face sort chez Red House Records en 2004.

### Carrières solo et autres formations
À l’annonce de leur séparation en 1997, Terre Roche accompagnée de 15 musiciens issus de la scène swing fonde Terre And Her Moodswings. Elle est également membre du groupe Afro-Jersey avec les artistes Sidiki Condé, Marlon Cherry et Paul Brantley. Son premier projet solo The Sound of a Tree Falling est édité en 1998 par Earth Rock Wreckerds.
La même année, Suzzy Roche enregistre l'album Holy Smokes chez Red House Records. En 2000, la musicienne publie après plusieurs années de dépression son second album Songs from an Unmarried Housewife and Mother. En parallèle de sa carrière personnelle, elle accompagne sa fille la musicienne Lucy Wainwright Roche sur scène. Les albums Fairytale and Myth en 2013 et Mud & Apples en 2016 sont issus de cette collaboration. Elle a été brièvement membre des groupes Four Bitchin' Babes et The Crash Test Dummie pour la réalisation de deux albums Some Assembly Required et Songs of the Unforgiven.
Suzzy Roche a tourné dans plus d’une dizaine de films à la télévision américaine et au cinéma.
Maggie Roche n'a quant à elle jamais débuté de carrière solo.

### Bandes originales et cinéma
En 1988, elles apparaissent sur la bande originale du long-métrage Crossing Delancey de la réalisatrice américaine Joan Micklin Silver. dans lequel Suzzy interprète le personnage de Marilyn Cohen.
Elles incarnent en 1991, un trio de cafards dans un épisode du cartoon Tiny Toon Adventures produit par Steven Spielberg.
En 1994, The Roches réalisent la musique du deuxième volet des aventures de Petit-Pied, le Petit Dinosaure au cinéma dans The Land Before Time II: The Great Valley Adventure, réalisé par Roy Allen Smith et produit par Zahra Dowlatabi, MCA Home Entertainment et Universal Cartoon Studios.

## Discographie

### The Roches: 1979 - 2007
- 1979 : The Roches, Warner Bros
- 1980 : Nurds, Warner Bros
- 1982 : Keep On Doing, Warner Bros
- 1985 : Another World, Warner Bros
- 1986 : No Trespassing, Real Live Records
- 1989 : Speak, MCA
- 1990 : We Three Kings, MCA
- 1992 : A Dove, MCA
- 1994 : Will You Be My Friend?, RoBaby Boom Music
- 1995 : Can We Go Home Now, Rykodisc
- 2003 : The Collected Works of the Roches, Rhino Records
- 2007 : Moonswept, 429 Records

### Maggie et Terre Roche
- 1975 : Seductive Reasoning, Columbia
- 2004 : I Gave My Love a Kerry, Earth Rock Wreckerds

### Maggie et Suzzy Roche
- 2002 : Zero Church, Red House Records
- 2003 : The Paradoxical Commandments ("Anyway"), Kent M. Keith
- 2004 : Why The Long Face, Red House Records

### Contributions
- 1976 : T-Shirt, Loudon Wainwright III, Arista Records
- 1978 : Final Exam, Loudon Wainwright III, Arista Records
- 1978 : The Nameless One, Jack Hardy, Great Divide Records
- 1979 : Exposure de Robert Fripp - Terre chant sur Mary, Exposure et I've had enough of you
- 1980 : Seconds of Pleasure, Rockpile, Columbia
- 1981 : League of Gentlemen, Robert Fripp, The Roches sur Indiscrete I, II, & III, E.G Records
- 1981 : Golden Down, Willie Nile, Razor and Tie
- 1982 : Places I Have Never Been, Willie Nile, Columbia Records
- 1983 : Visiting, Craig Leon, Arbitor/Thunderbolt
- 1986 : Hey Mister Get the Ball, Stacy Phillips, Shanachie
- 1986 : Songs from liquid days, Philipp Glass
- 1987 : Red to Blue, Leon Redbone, August Records / Sugar Hill Records
- 1988 : Stay Awake, album de reprises des chansons des films de Disney, Hal Willner, Little April Shower extrait de Bambi, A&M Records
- 1988 : Crossing Delancy, Original Motion Picture Soundtrack, Verese Sarabande Records
- 1989 : Rites of Passage, Indigo Girls, chant sur Virginia Woolf et Airplane, Epic Records
- 1989 : The People's Republic of Rock n' Roll, Peter Stampfel and The Bottle Caps, Homestead Records
- 1989 : Strange Angels, Laurie Anderson, Warner Bros
- 1990 : Are You Okay, Was (Not Was), Chrysalis
- 1991 : Time Passes By, Kathy Mattea, PolyGram
- 1991 : Through, Jack Hardy, Brambus Records
- 1992 : History, Loudon Wainwright III, Charisma
- 1992 : Here It Is, David Roche, Fireweed Records
- 1994 : Swamp Ophelia, Indigo Girls, chant sur Reunion, Epic Records
- 1994 : Lonesome Val NYC, Val Haynes, Bar/None Records
- 1995 : Travel On, Julian Dawson, Watermelon Records
- 1995 : The Return, David Massengill, Pump Records
- 1995 : Songs of Jack Hardy, Of The White Goddess, The Roches, chant sur Before You Sing, BCN/Beacon Records
- 1996 : Noises In The Hallway, Greg Trooper, D'Ville
- 1997 : Moving Waters, Ashley Johnston, Pacha Mama Music
- 1997 : Time and Love: The Music of Laura Nyro, Laura Nyro, reprise du titre Wedding Bell Blues, Astor Place
- 1997 : Weiss Christmas, Ilene Weiss, Gadfly Records
- 1997 : Move Over Darling, Julian Dawson, Compass
- 1998 : What's That I Hear ? The Songs of Phil Ochs, Phil Ochs, The Bells adaptation d'un poème d'Edgar Allan Poe, Sliced Bread Records
- 1998 : 12 in a Room, Mark Johnson, Not Lame Archive
- 1998 : Between Us, Jules Shear, Windham Hill
- 1999 : Blue Days Black Nights, Freedy Johnston, Elektra
- 1999 : Terrapin, Joe Gallant and Illuminati, Which Records
- 1999 : Spark, Julian Dawson, Gadfly Records
- 1999 : Social Studies, Loudon Wainwright III, Hannibal Records
- 2000 : Allow Me, Jules Shear, Uni/Zoe
- 2001 : Kilroy Was Here, Larry Kirwan, Gadfly Records
- 2001 : Felix McTeigue, Felix McTeigue, Rusty Muffler Records
- 2002 : My Home Must Be a Special Place, David Massengill, Gadfly Records
- 2002 : I Was In Love With A Difficult Man, Christine Lavin, Redwing Music
- 2002 : White Trash Christmas, Pork Chop, Big Tree Records
- 2003 : Paranoid Larry And His Imaginary Band, Paranoid Larry, Big Tree Records
- 2006 : We Will Be Together, David Massengill, Gadfly 293
- 2007 : Endless Highway : Music of The Band, The Band, The Roches, reprise de Acadian Driftwood par The Roches, Milan Records
- 2008 : Harp Trouble in Heaven, David Roche, CD Baby
- 2009 : High Wide and Handsome : The Charlie Poole Project, Loudon Wainwright III, The Roches, Story Sound Records
- 2010 : Lucy, Lucy Wainwright Roche, The Roches, chant sur le titre America, Strike Back
- 2011 : 40 Odd Years, Loudon Wainwright III, Loudon Wainwright III, Shout! Factory